# Biesme (affluent de la Sambre)
Pour les articles homonymes, voir Biesme.
La Biesme est un ruisseau de Belgique qui coule dans les provinces de Namur et de Hainaut, affluent de la Sambre et donc sous-affluent de la Meuse. Il prend sa source dans le Condroz à Oret, et se jette dans la Sambre à Aiseau (Aiseau-Presles).

## Étymologie
Le nom de la Biesme est attesté en 868 sous la forme Bevena. Ce terme vient du gaulois *Bebronna « rivière aux castors », issu du gaulois bebros « castor ».

## Description
La Biesme est un ruisseau qui, bien que long d'une quinzaine de kilomètres à peine, crée des paysages très variés.
Sortant de terre à Oret (plus exactement à Côroi), la Biesme coule paisiblement à travers les champs du Condroz et de la Marlagne. Elle traverse le village qui porte son nom, Biesme, et voit sa vallée se doter de beaux châteaux du XVIIIe siècle (à Biesme, Sart-Eustache, Presles, Aiseau). Une fois arrivée à Presles, la Biesme entre dans sa partie la plus diversifiée, dans le parc du château du comte d'Oultremont. Ce domaine possède un superbe château (ses écuries étaient selon Léopold Ier les plus belles du royaume), et tant d'autres curiosités. Retenons les vestiges d'un vieux château fort perché en haut d'une falaise, et quatre grottes où des restes néandertaliens furent retrouvés au XIXe siècle. Ces falaises et ces grottes se situent dans une faible bande calcaire traversant cette zone d'ouest-sud-ouest en est-nord-est, et rendant la vallée très profonde et large d'à peine 50 m.
Plus loin, à la sortie du parc de Presles, la Biesme entre alors à Aiseau, bordée de nombreuses sources qui alimentent en eau la région de Charleroi. 
Le village s'est installé sur sa vallée ouest, le versant Est étant plus pentu est resté boisé. La vallée côté Est a une profondeur d'environ 95 m et offre de superbes paysages. Les habitants du village aiment se promener le long du "sentier des étangs", longeant la Biesme et passant par la Batte, ancien moulin à eau. Ce lieu-dit est en fait une cascade qui garde tout son charme, malgré les travaux effectués ces dernières années et ayant défiguré le méandre. Les berges naturelles ont en effet été détruites et honteusement remplacées par des pierres, afin de faire gagner quelques mètres carrés aux prés jouxtant le ruisseau... Heureusement l'été la végétation recouvre ce massacre du joyau d'Aiseau. 
La Biesme s'écoule ensuite à travers champs vers la Sambre, la vallée devient bien plus large, les alluvions plus présentes. La rivière alimente 3 étangs (l'un est asséché mais reste marécageux) protégés pour leur patrimoine écologique. 
Jusqu'au milieu du XIXe siècle la Biesme se jetait dans la Sambre quelques centaines de mètres plus loin qu'actuellement. En fait, elle passait à travers le domaine du prieuré d'Oignies (ou 'abbaye d'Oignies'), alimentait ses moulins et remplissait un étang. Mais lors de la construction des renommées "Glaceries Saint-Marie d'Oignies" (celles-ci produisirent notamment les vitres de l'Empire State Building), la Biesme fut déviée en aval, et coula dans le lit du "Menu-Ry", situé dans le quartier inspiré de sa dénomination : Ménonry. Traverser les glaceries dans un lit plus réduit eut pour conséquence lors des fortes pluies d'obstruer le passage des eaux, et le quartier de Ménonry se retrouva souvent inondé, notamment dans les années 1960 où les eaux montèrent à plus de 2 mètres de haut dans les habitations. Depuis lors, une partie de son dernier tronçon, le long d'un ancien terril de sable des glaceries, est bordé d'une haute digue protégeant le quartier.
La Biesme sort encore parfois de son lit, surtout aux environs de la Batte, du fait du barrage que forme la cascade.

## Les autres «Biesme» de la région
Il existe en fait trois « Biesme » se jetant dans la Sambre sur quelques kilomètres. La première à l'ouest traverse Châtelet et après une dernière portion couverte (afin d'éviter les inondations), elle se jette dans la Sambre. Cette rivière a permis aux célèbres poteries de Bouffioulx de se développer.
Vient ensuite la Biesme traversant Aiseau, et enfin la Biesme se jetant dans la Sambre à Auvelais et arrosant Fosses-la-Ville (le Ruisseau de Fosses). Dans sa vallée, d'immenses carrières, situées notamment à Aisemont, sont toujours en développement.
Il y a encore la Biesmelle, qui prend sa source près de Biesme-sous-Thuin et se jette dans la Sambre à Thuin.

## Débit
Le débit moyen de la rivière mesuré à Aiseau, entre 1979 et 2003 est de 0,8 m3/s. Durant la même période on a enregistré :
- Un débit annuel moyen maximal de 1,02 m3/s en 2001.
- Un débit annuel moyen minimal de 0,42 m3/s en 1996.

Source : Région Wallonne de Belgique.